# Sonja Yakovleva
Sonja Yakovleva (geb. 1989 in Potsdam) ist eine deutsche Künstlerin, die für ihre Scherenschnitte bekannt ist.

## Leben
Yakovleva stammt aus Potsdam, hat ihr künstlerisches Schaffen jedoch mittlerweile in Frankfurt am Main verortet, wo sie inzwischen lebt und arbeitet. Ihre akademische Ausbildung erhielt sie an der Hochschule für Gestaltung Offenbach am Main und der Hochschule der Bildenden Künste Athen. Neben ihrer solokünstlerischen Tätigkeit ist Yakovleva Mitglied des Kollektivs KVTV, mit dem sie über den Videoblog KulturvotzenTV auf Instagram aktiv ist und verschiedene Ausstellungs- und Publikationsprojekte kuratiert.

## Wirken
Yakovleva ist für ihre Scherenschnitte bekannt, die sie als große, raumgreifende Panoramen gestaltet. Ihre Werke sind eine Auseinandersetzung mit Themen wie Frauenmacht, Körperlichkeit und gesellschaftlichen Machtstrukturen. Yakovleva nutzt zur Thematisierung persönlicher und öffentlicher Geschichten über Frauen, Machtverhältnisse, Sexualität und Gewalt in ihrer Kunst pornografische Darstellungen und Internetbilder als Vorlagen. Ihre Silhouetten, oft an Motive aus Märchen und Mythen angelehnt, hybridisieren und sexualisieren traditionelle Darstellungsformen.
In ihrer Einzelausstellung Wer hat Macht? Körper im Streik im Frankfurter Kunstverein thematisierte sie durch die kritische Hinterfragung von Körperkult und Schönheitswahn im Kontext der Leistungsgesellschaft aufkommende Klassenfragen und Machtverhältnisse. Ihre ironischen, pop-feministischen Motive haben sich zu einem Manifest selbstermächtigter weiblicher Körperlichkeit entwickelt.
Yakovleva stellte ihre Werke in renommierten Institutionen wie dem Kunstraum Potsdam, dem Kunstpalais Erlangen und dem Klingspor Museum in Offenbach aus. Ihr Buch Soaplands (2024) begleitet ihre visuellen Arbeiten mit Textbeiträgen und eigenen Kommentaren und bieten Einblicke in ihre künstlerische Philosophie.